# Rue Dieulafoy
La rue Dieulafoy est une voie située dans le quartier de la Maison-Blanche du 13e arrondissement de Paris, en France.

## Situation et accès

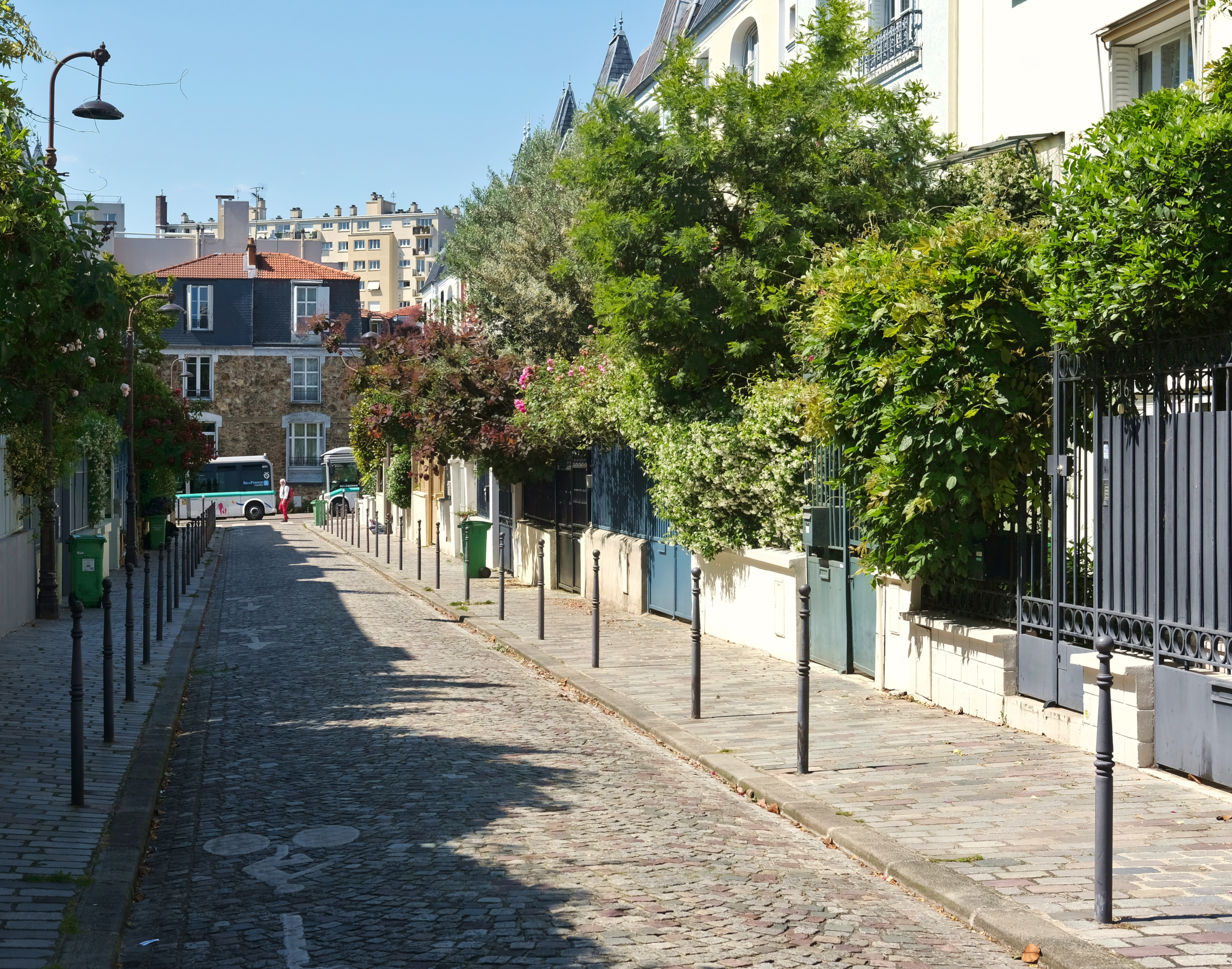
La rue Dieulafoy en 2024, vue en direction de la rue Henri-Pape.

La rue est orientée globalement sud-est/nord-ouest. Débutant au sud-est au niveau du 4, rue du Docteur-Leray et se terminant 118 m au nord-ouest au 17, rue Henri-Pape, elle n'est rejointe ou traversée par aucune autre voie.
La rue Dieulafoy est desservie à quelque distance par la ligne 7 aux stations Tolbiac et Maison Blanche.

## Origine du nom

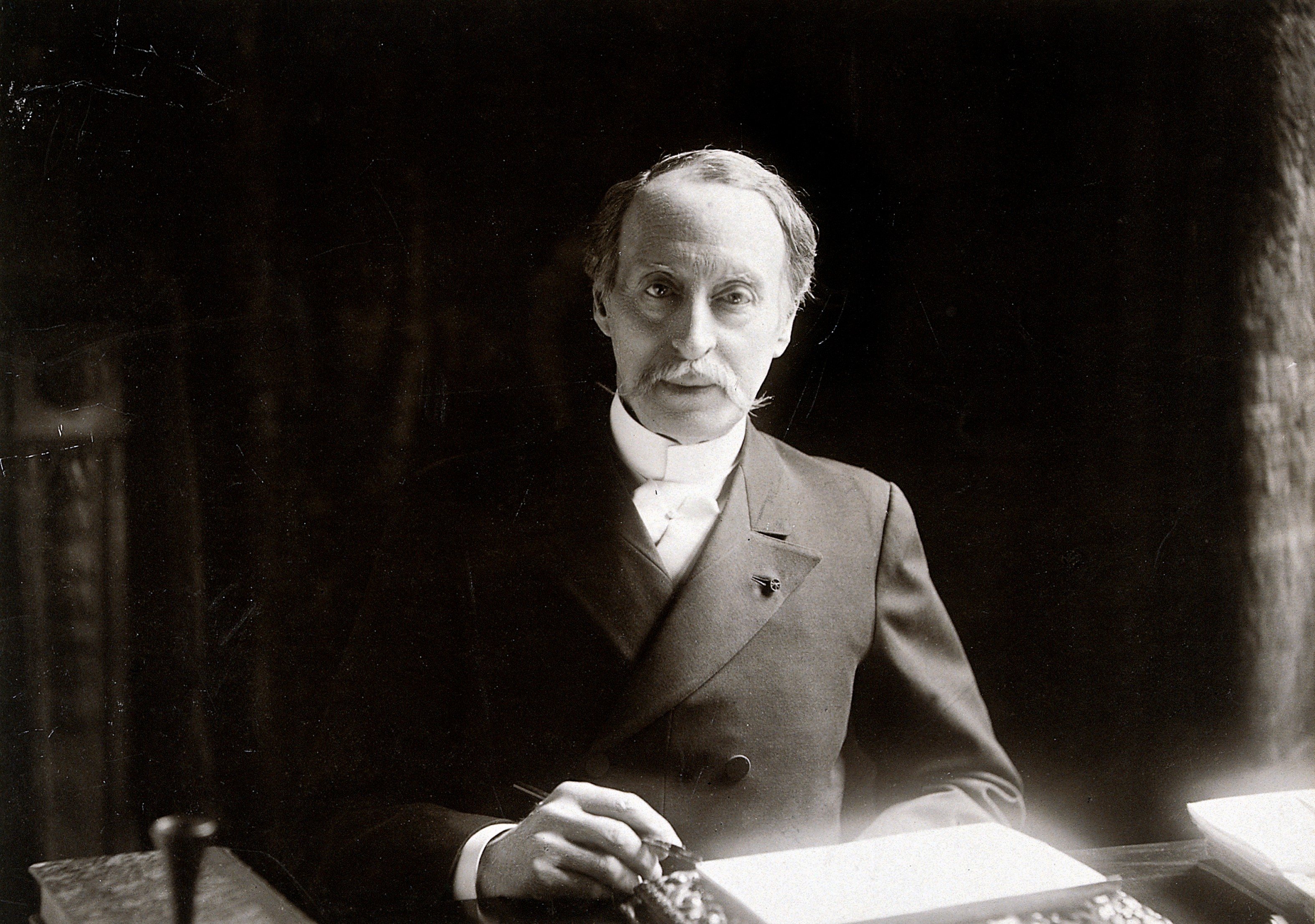
Georges Dieulafoy.

Elle porte le nom du médecin Paul Georges Dieulafoy (1839-1911) en raison du voisinage de l'ancien hôpital de la Croix-Rouge devenu depuis hôpital privé des Peupliers. 

## Historique
Cette voie est ouverte sous sa dénomination actuelle en 1912 et est classée dans la voirie parisienne par un arrêté du 12 décembre 1935.

## Bâtiments remarquables et lieux de mémoire
Les maisons qui bordent la rue Dieulafoy sont en majeure partie des édifices de formes très semblables, étroits et surmontés d'un toit pointu recouvert d'ardoise. Quarante-quatre de ces maisons sont l'œuvre, en 1921, de l'architecte Henry Trésal, également concepteur en 1929, en collaboration avec son confrère Adolphe Thiers, de la cité Montmartre-aux-artistes. Il s'agit d'un type d'habitation destiné à une population moyennement aisée, intermédiaire entre la maison bourgeoise et le pavillon de banlieue. Les façades de certaines de ces maisons ont été peintes de couleurs pastels soulignant leur individualité au sein de l'unité de l'ensemble,. Le sol de la rue est pavé.

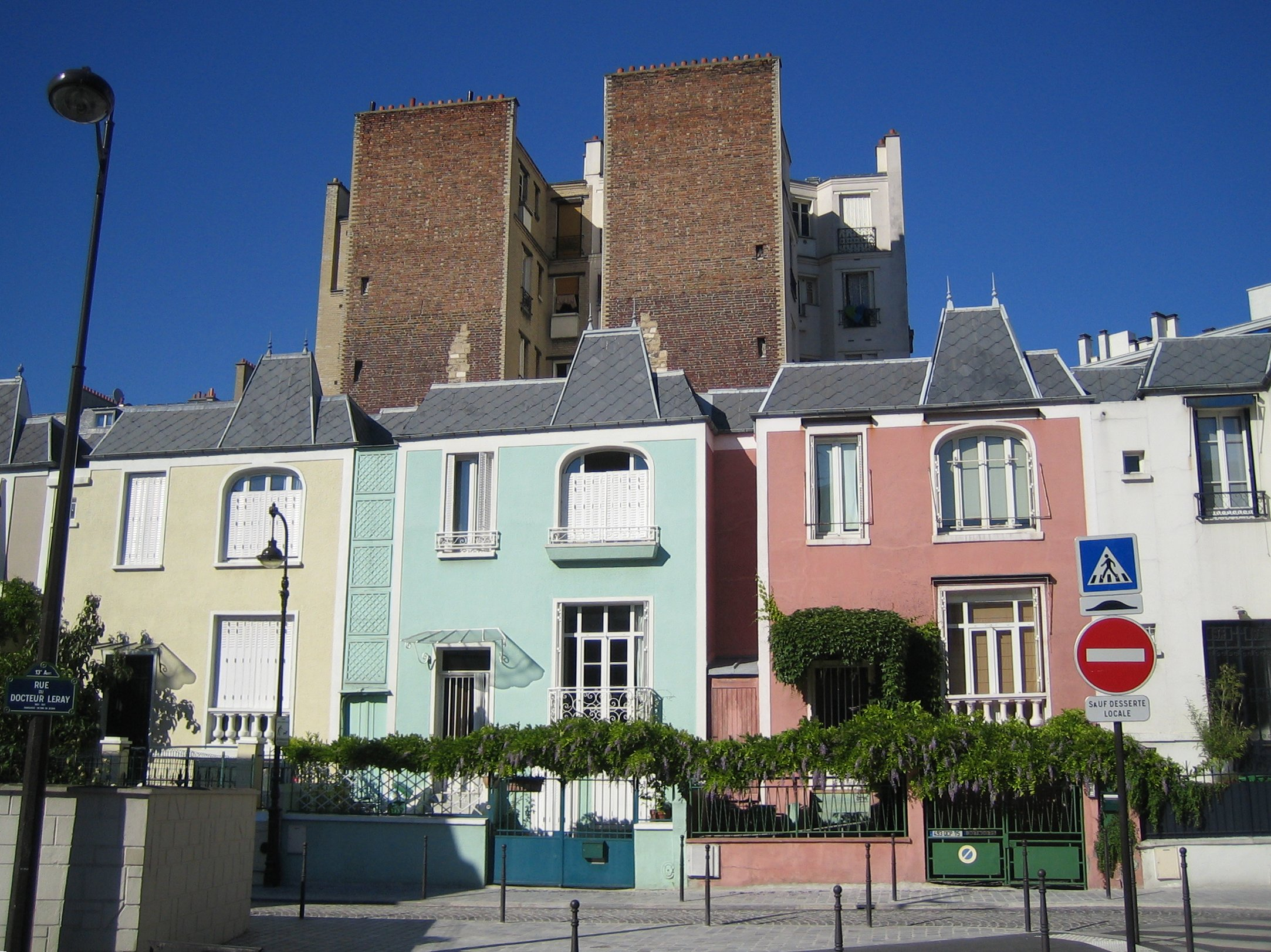
Les maisons de l'architecte Henry Trésal.
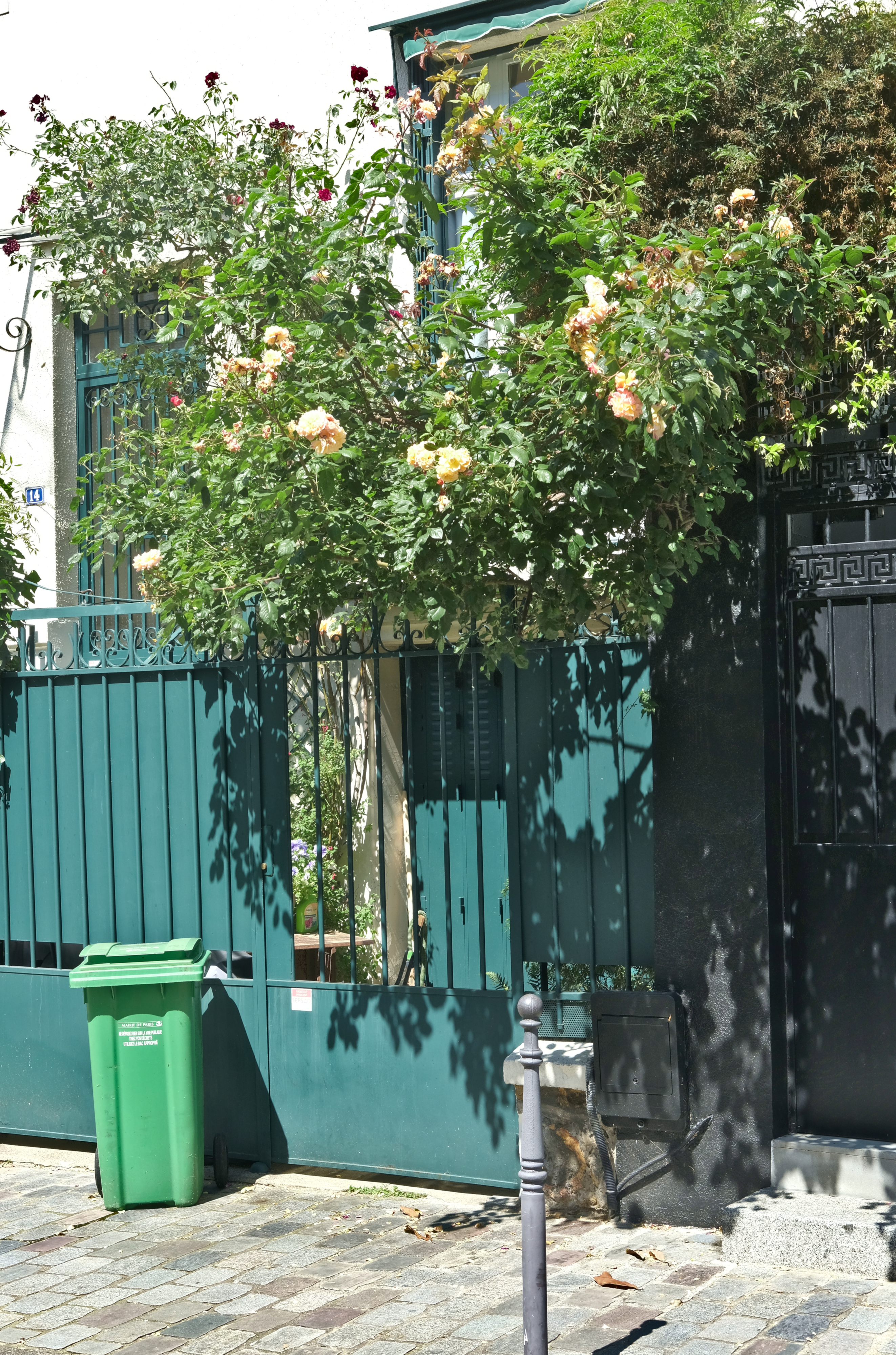
L'entrée fleurie d'une maison.